# Blanche Noyes
Pour les articles homonymes, voir Noyes.
Blanche Noyes (23 juin 1900 – 6 octobre 1981) est une aviatrice américaine. Elle est avec Louise Thaden la première femme à remporter le trophée Bendix en 1936.

## Biographie
Blanche Wilcox naît le 23 juin 1900 à Cleveland en Ohio. Après plusieurs rôles dans des pièces jouées à Broadway, elle abandonne sa carrière d'actrice en 1928 lorsqu'elle épouse Dewey Noyes, un pilote de la poste aérienne. Il lui achète son premier appareil en 1929 et lui donne ses premières leçons de pilotage. Elle effectue son premier vol en solo le 15 février 1929 et obtient sa licence de pilote en juillet. Cette même année, elle participe au Women's Air Derby qui doit relier Santa Monica en Californie à Cleveland et termine à la 4e place, juste derrière Amelia Earhart,.
Après la mort de son époux dans un accident d'avion en 1935, elle rejoint le Bureau of Air Commerce dans le but d'améliorer la sécurité aérienne.
En 1936, elle est avec Louise Thaden la première femme à remporter le trophée Bendix.
Elle meurt le 6 octobre 1981 à Washington, DC d'un lymphome.